# Hunan Avétissian
Pour les articles homonymes, voir Avétissian.
Hunan Avétissian, en arménien : Հունան Ավետիսյան et en russe : Уна́н Мкрти́чович Аветися́н, né le 20 juillet 1914 à Tsav et mort au combat le 16 septembre 1943 dans le Kraï de Krasnodar, est un soldat de l'Armée rouge durant la Seconde Guerre mondiale.
Il est connu pour son sacrifice consistant à couvrir de son corps l'embrasure d'une casemate de mitrailleuse allemande afin que ses compagnons soldats puissent continuer à se déplacer au cours de l'opération Novorossiysk-Taman durant la bataille du Caucase.
Il est distingué à titre posthume Héros de l'Union soviétique ainsi que de l'Ordre de Lénine en mai 1944.